# Delirium Café

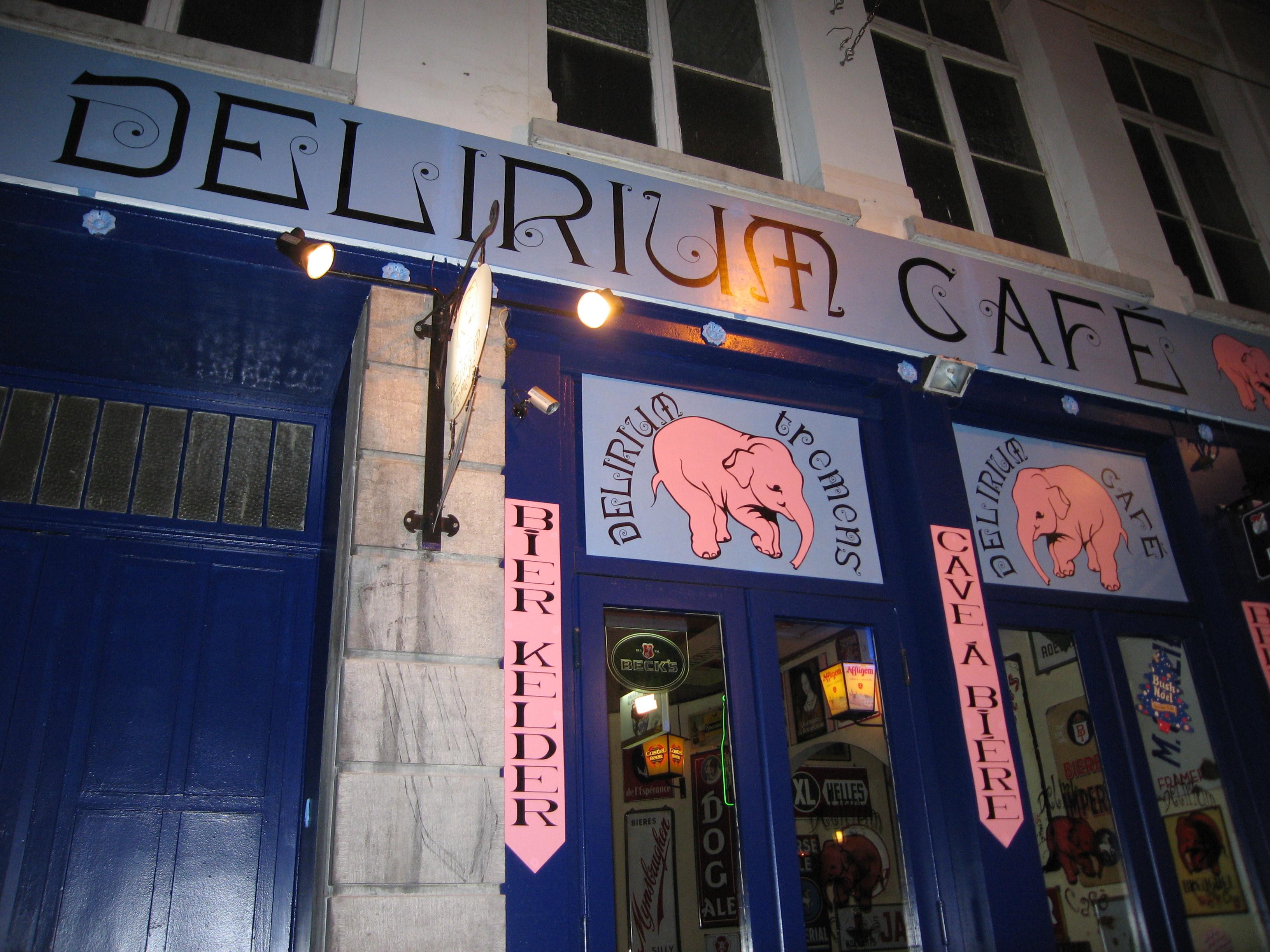
Délirium Café buitenzicht

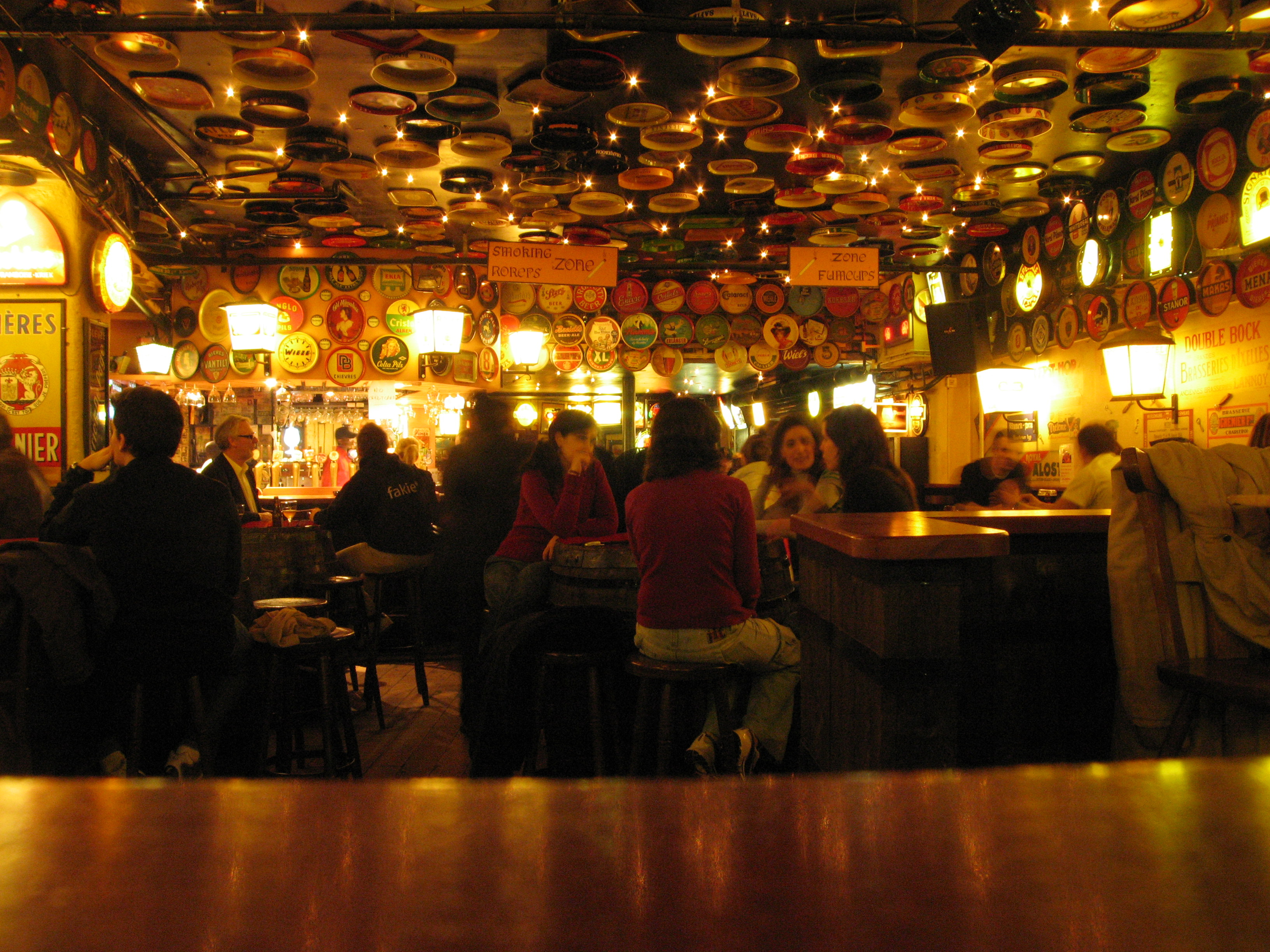
Binnenzicht café

Delirium Café is een café in Brussel, internationaal gekend wegens zijn grote bierlijst. Het café is in eigendom van Brouwerij Huyghe, de brouwer van het bier Delirium tremens waaraan het café zijn naam dankt.

## Locatie
Het café bevindt zich in een kelder in de wijk Îlot Sacré in de Getrouwheidsgang (Impasse de la Fidélité). Dit is een doodlopend zijstraatje van de Beenhouwersstraat vlak bij de Grote Markt. In dit straatje staat ook Jeanneke Pis.

### Delirium Village
Naast het Delirium Café bevinden zich ook andere drankgelegenheden in deze doodlopende straat, allen onder de 'Roze Olifant', de mascotte van de Delirium-bieren. Deze zaken worden samen het 'Delirium Village' genoemd. Zo is er de Delirium Taphouse, met meer dan 30 tapkranen, en De Hoppy Loft, waar speciaalbieren voorop staan. Aan dezelfde kant van de steeg bevindt zich tevens het Delirium Monasterium, een bar die opvalt door de inrichting waarbij gebruik werd gemaakt van authentieke stukken uit een kerk. Hiernaast bevindt zich de Floris Tequila, met cocktails en Mexicaanse dranken als tequila en mezcal. Aan de overkant van de steeg bevindt zich de Floris Bar, gespecialiseerd in absinth, en de Floris Garden, gespecialiseerd in cocktails.

## Recordaantal bieren
Op 9 januari 2004 kwam het café in het Guinness Book of Records met het grootste aanbod van commerciële bieren (2004 verschillende). In 2012 werden er meer dan 2200 verschillende bieren aangeboden uit circa zestig landen.

## Andere vestigingen
Er zijn ook Delirium Cafés geopend in onder meer Frankrijk, Brazilië, Japan, Italië en Nederland.